# Uaicana
Uaicana (Uai Cana, Waikana) ist eine Aldeia in der osttimoresischen Gemeinde Baucau. In der Aldeia leben 368 Menschen. Von 1936 bis kurz nach dem Zweiten Weltkrieg hieß der Hauptort Póvoa de Loureiro (deutsch Weiler des Lorbeerbaums).
Uaicana liegt im Süden des Sucos Bado-Ho’o des Verwaltungsamts Venilale, auf einer Meereshöhe von 237 m. Südlich fließt der Buihiu, ein Nebenfluss des Seiçals. Der Ort verfügt über eine Grundschule. Bei Uaicana liegen die heißen, schwefelhaltigen Quellen von Bee Manas, in denen man baden kann. Sie waren in der Kolonialzeit ein beliebtes Ausflugsziel.
Bei den Kommunalwahlen in Osttimor 2023 wurde Domigos Salvador Correia um Chefe de Aldeia gewählt.